# بحر الرمل
بَحْرُ الرَّمَلِ هو أحد بحور الشعر، وسُمي بالرَّمَلِ «لأنه شبه برمل الحصير لضم بعضه إلى بعض».

## وزن بحر الرمل
يتشكّل وزن بحر الرمل على النحو التالي:

## عروض البحر وضربه
عروض الرمل التام محذوفة دائماً، وبهذا تصير (فاعلاتن) (فاعلن).
- الحذف: سقوطَ السّبب الخفيف الأخير بأكمله من التّفعيلة، لتُصبح به (فَاْعِلاتُنْ): (فَاْعِلا)، وتُحيل (فَعِلاتُنْ) إلى (فَعِلا).
- القصر: سقوطَ آخَرِ السّبب الخفيفِ الأخيرِ وتسكينَ مَا قبله، لتُصبح به (فَاْعِلاتُنْ): (فَاْعِلاتْ)، وتُحيل (فَعِلاتُنْ) إلى (فَعِلاتْ).
- التّسبيغ: زيادةَ حرفٍ ساكنٍ إلى آخرِ التّفعيلةِ المختومةِ بسببٍ خفيف، لتُصبح به (فَاْعِلاتُنْ): (فَاْعِلاتَانْ)، وتُحيل (فَعِلاتُنْ) إلى (فَعِلاتَانْ).

## حشو بحر الرمل
يدخلُ حشو بحر الرمل زُحاف واحدٌ فقط، وهو الْخَبْن (حذف الثّاني السّاكن)؛ لتُصبح به (فَاْعِلاتُنْ): (فَعِلاتُنْ).

## وصلات خارجية
بحر الرمل المُغنَّى